# Xavier Cooks
Xavier Cooks (Ballarat, Victoria, 19 de agosto de 1995) es un baloncestista australiano que pertenece a la plantilla de los Sydney Kings de la NBL. Con 2,03 metros de estatura, juega en la posición de alero.

## Trayectoria deportiva

### Universidad
Jugó durante cuatro temporadas con los Eagles de la Universidad de Winthrop, en las que promedió 14,0 puntos, 7,7 rebotes, 2,4 asistencias y 1,7 tapones por partido. En su última temporada fue elegido Jugador del Año de la Big South Conference, siendo además incluido en las cuatro en algún quinteto honorífico: en su primera temporada lo fue en el mejor quinteto de novatos, en el segundo mejor quinteto absoluto en 2016 y en el primero los dos años restantes.

### Profesional
Tras no ser elegido en el Draft de la NBA de 2018, disputó las Ligas de Verano con los Golden State Warriors, jugando cuatro partidos en los que promedió 4,7 puntos y 1,7 rebotes. El 27 de julio firmó su primer contrato profesional con el equipo alemán del S.Oliver Würzburg.
El 27 de noviembre de 2019 firma con los Sydney Kings de la NBL australiana.
En mayo de 2022 firma por lo que resta de temporada con los Wellington Saints NBL de Nueva Zelanda. Allí gana el campeonato y es nombrado MVP.
El 22 de junio de 2022 regresa a los Sydney Kings. en cuatro temporadas, gnaó dos veces el campeonato y fue MVP de la final.
El 17 de marzo de 2023 firmó con los Washington Wizards de la NBA. Debutó al día siguiente, capturando dos rebotes en cinco minutos ante los Sacramento Kings.
El 21 de noviembre de 2023, firma por los Chiba Jets Funabashi de la B.League japonesa. Esa temporada ganaron el título de la East Asia Super League.
El 27 de mayo de 2024, regresa a Australia y firma por tres temporadas con los Sydney Kings.

### Selección nacional
Durante agosto y septiembre de 2023 fue integrante de la selección de Australia que participó en el Mundial de 2023 celebrado en Asia, y que finalizó en décimo lugar.

## Estadísticas de su carrera en la NBA

### Temporada regular
| Año     | Equipo     | PJ | PT | MPP  | %TC  | %3P  | %TL  | RPP | APP | ROB | TPP | PPP |
| ------- | ---------- | -- | -- | ---- | ---- | ---- | ---- | --- | --- | --- | --- | --- |
| 2022-23 | Washington | 10 | 1  | 12.6 | .607 | .000 | .400 | 3.8 | .6  | .6  | .4  | 3.8 |
| Total   | Total      | 10 | 1  | 12.6 | .607 | .000 | .400 | 3.8 | .6  | .6  | .4  | 3.8 |